# Messeinrichtung
Eine Messeinrichtung ist in den „Grundlagen der Messtechnik“ in DIN 1319 als „Gesamtheit aller Messgeräte und zusätzlicher Einrichtungen zur Erzielung eines Messergebnisses“ definiert. Dieses wird in Anlehnung an die Norm nachfolgend erläutert.

## Messgerät
Im einfachsten Fall besteht eine Messeinrichtung aus einem einzigen Messgerät.
Ein Messgerät ist ein Gerät, das zur Messung der Messgröße vorgesehen ist; dabei ist die Messgröße diejenige physikalische Größe, die als Vielfaches einer Einheit bestimmt werden soll.
Bis auf einige Ausnahmen (z. B. Maßverkörperung, Normal) hat das Messgerät
- eine Eingangsgröße, das ist die Größe, der die Messung gilt, und
- eine Ausgangsgröße, das ist die Antwort des Messgerätes auf die Eingangsgröße.

Das Gerät zählt auch dann als Messgerät, wenn der Messwert gespeichert vorliegt.
Der (Messgrößen-)Aufnehmer oder Sensor ist der Teil eines Messgerätes oder einer Messeinrichtung, der auf die Messgröße unmittelbar anspricht.
Die Ausgangsgröße kann sein 
- eine  Anzeige in Form einer Skalenanzeige oder Ziffernanzeige oder
- eine beliebige physikalische Größe oder
- eine Darstellung auf Datenträgern.

Wird die Eingangs- oder Ausgangsgröße durch eine physikalische Größe gleicher oder anderer Art dargestellt, so spricht man von Messsignal (Eingangssignal, Ausgangssignal).
Beispiel: Bei einem sinusförmigen Ton kann das Messsignal Elektrische Wechselspannung eines Mikrophons für die Ausgangsgröße Lautstärke oder Tonhöhe stehen – je nachdem, ob man die Amplitude oder die Frequenz des Signals bewertet.
Der Ausgabebereich (bei anzeigenden Messgeräten Anzeigebereich) ist der Bereich aller Werte, die durch das Messgerät überhaupt als Ausgabe bereitgestellt werden können. Er stimmt nicht zwangsläufig mit dem Messbereich überein. Dieser ist durch die Forderung definiert, dass die Messabweichungen des Messgerätes bzw. die Messgerätefehler innerhalb gewisser Grenzen bleiben, die als Fehlergrenzen bezeichnet werden.
Messgeräte ohne Anzeigeeinrichtung werden in Messumformer (Messwandler, Messverstärker) und Messumsetzer unterschieden. 

## Hilfsgerät
Ein Hilfsgerät in einer Messeinrichtung dient nicht unmittelbar zur Aufnahme, Umformung oder Ausgabe eines Messsignals. Es liegt im Allgemeinen nicht auf dem Weg des Messsignals (siehe unten). Es kann aber einen – dann unerwünschten und klein zu haltenden – Einfluss auf die Messeinrichtung ausüben.
Beispiele für ein Hilfsgerät
- Netzgerät zur Lieferung von Hilfsenergie,
- Thermostat.

Hilfsgeräte sind zu unterscheiden von Zubehör, z. B. Tastköpfe,  Nebenwiderstände, da diese einen gewollten Einfluss auf das Messsignal ausüben.

## Messkette

Typische Anordnung von Messgeräten zu einer Messkette

In einer Messeinrichtung aus mehreren Messgeräten wird das Ausgangssignal eines Messgerätes zum nächsten Messgerät als dessen Eingangssignal weitergegeben. Bei der Gesamtheit aller Messgeräte und Hilfsgeräte liegen die Messgeräte also auf dem Weg des Messsignals, und sie bilden eine Messkette. Dabei dienen sie zur Aufnahme der Messgröße, zur Weiterleitung und Umformung eines Messsignals und zur Bereitstellung des Messwertes als Abbild der Messgröße.
Beispiel: Temperatur-Messeinrichtung
| Messgerät                                    | Messgerät                                    | Eingangssignal                               | Messbereich     | Ausgangssignal                            |
| -------------------------------------------- | -------------------------------------------- | -------------------------------------------- | --------------- | ----------------------------------------- |
| Nr. 1                                        | Widerstandsthermometer                       | Temperatur {\displaystyle t}                 | 0 … 250 °C      | Widerstand {\displaystyle R} in Ω         |
| Nr. 2                                        | Messbrücke                                   | Widerstand {\displaystyle R}                 | 100,0 … 194,1 Ω | (Gleich-)Spannung {\displaystyle U} in mV |
| Nr. 3                                        | Messumformer                                 | Spannung {\displaystyle U}                   | 0 … 60 mV       | (Gleich-)Strom {\displaystyle I} in mA    |
| Nr. 4                                        | Schalttafelanzeiger                          | Strom {\displaystyle I}                      | 4 … 20 mA       | Ausschlag {\displaystyle l} in mm         |
| Der Beobachter erhält zusammen mit der Skale | Der Beobachter erhält zusammen mit der Skale | Der Beobachter erhält zusammen mit der Skale | 0 … 250 °C      | Temperatur {\displaystyle t} in °C        |

Eine Messeinrichtung kann auch mehrere unterschiedliche Messgrößen gemeinsam aufnehmen.